# Julien Skowron
Pour les articles homonymes, voir Skowron.
Julien Skowron est un chanteur et instrumentiste français spécialisé dans la musique médiévale et de la Renaissance né le 11 février 1940 à Rethel.

## Biographie
Julien Skowron naît le 11 février 1940 à Rethel (Ardennes).
Il étudie au Conservatoire de Reims, où il obtient des prix de violon et d'harmonie en 1959, et prépare le professorat d'éducation musicale au lycée La Fontaine entre 1960 et 1963.
Il obtient le Certificat d'aptitude à l'enseignement musical (CAEM) en 1963 et soutient un mémoire de maîtrise en musicologie à la Sorbonne  intitulé «Instruments à archet du Moyen Âge: à la recherche de leur technique; leur utilisation pratique dans l'actuelle musique ancienne» (1980) sous la direction d'Edith Weber.
Entre 1963 et 1976, il enseigne dans différents lycées tout en se spécialisant comme interprète dans le jeu sur instruments à archet du monde médiéval, crwth gallois, rebecs, rubèbe, kamançé turc, vièles à archet, violes, citole, maurache, guitare mauresque, ravanastron, notamment.
Julien Skowron est membre de plusieurs ensembles spécialisées dans la musique médiévale et de la Renaissance : Les Ménestriers, entre 1969 et 1977, l'Ensemble Guillaume de Machaut, de 1974 à 1980, le Florilegium Musicum de Paris, entre 1977 et 1979. Il fonde ensuite son propre ensemble, La Maurache, en 1978, un groupe de musiciens-jongleurs (ménestrels) qui se produit en France et à l'étranger notamment aux États-Unis et en Suisse et enregistre plusieurs disques chez Arion.
À la fin des années 1970, il grave pour le label Arion le disque L'Art de la vièle à archet (Arion ARN 36 358).
Comme pédagogue, il organise des stages avec la Fédération nationale d'activités musicales (FNAMU) et enseigne à partir de 1980 la musique ancienne au Centre musical Edgar Varèse (Conservatoire de Gennevilliers).
Julien Skowron et son ensemble La Maurache collaborent à partir du milieu des années 1970 avec le groupe de folk Mélusine.
Julien Skowron compose également des musiques de film et participe à plusieurs émissions de radio et de télévision. 
Il est l'auteur de l'anthologie L'Art du viellateur paru en 1978 aux Éditions ouvrières.